# Cyanopepla bertha
Cyanopepla bertha là một loài bướm đêm thuộc phân họ Arctiinae, họ Erebidae.